# Moldavská autonomní sovětská socialistická republika
Moldavská autonomní sovětská socialistická republika (Moldavská ASSR, moldavsky Република Аутономэ Советикэ Сочиалистэ Молдовеняскэ; ukrajinsky Молдавська Автономна Радянська Соціалістична Республіка; rusky Молдавская Автономная Советская Социалистическая Республика) byla autonomní republika v rámci Ukrajinské sovětské socialistické republiky, součásti Sovětského svazu. V době její existence (1924—1940) nepatřilo současné Moldavsko k Sovětskému svazu, nýbrž k tzv. Velkému Rumunsku. Na levém, ukrajinském břehu Dněstru (jih tzv. Podolí) však existovala početná rumunsky hovořící menšina (území přibližně současného Podněstří), což vedlo k založení autonomní republiky s rumunštinou jakožto jedním z úředních jazyků. Součástí Moldavské ASSR bylo také většinově ukrajinské území okolo města Balta, které svým severovýchodním cípem zasahovalo téměř až k řece Jižní Bug. Zároveň však byl vytvořen koncept moldavské národnosti odlišné od rumunské, neboť zájmem sovětské vlády bylo omezit inklinaci území k Rumunsku. Stejně tak jazyk byl zapisován cyrilicí a nazýván moldavštinou. Hlavním městem byla nejprve Balta, po roce 1929 pak Tiraspol, současné hlavní město Podněstří.
Po obsazení Besarábie Sovětským svazem roku 1940 byla ustavena Moldavská sovětská socialistická republika, do níž byla zahrnuta část Moldavské ASSR (přibližně současné Podněstří), zatímco východní část o autonomní status přišla a připadla Ukrajinské sovětské socialistické republiky.

## Obyvatelstvo
Moldavská ASSR měla půl milionu obyvatel; většinu však tvořili Ukrajinci (46 % v roce 1936), následovaní Moldavany (32 %), Rusy (10 %) a Židy (8 %). Republika byla zemědělského a venkovského charakteru s poměrně rozvinutou železniční sítí.

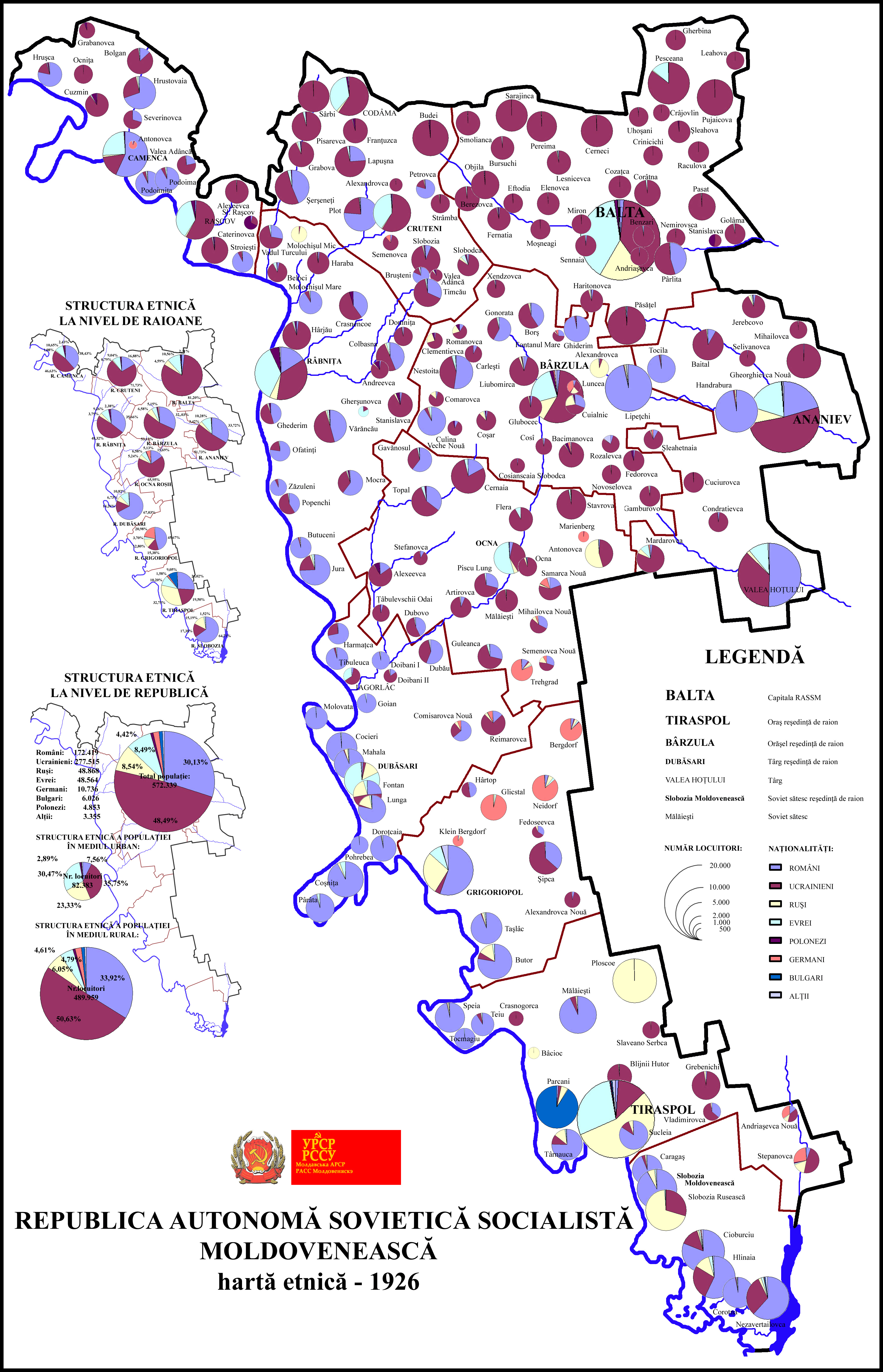
Demografická mapa území (hlavní etnické skupiny):
Ukrajinci
Moldavané (Rumuni)
Rusové

| Národnost          | 1926    | 1926    | 1936    | 1936    |
| Národnost          | počet   | %       | počet   | %       |
| ------------------ | ------- | ------- | ------- | ------- |
| Ukrajinci          | 277 515 | 48,5 %  | 265 193 | 45,5 %  |
| Moldavané (Rumuni) | 172 556 | 30,1 %  | 184 046 | 31,6 %  |
| Rusové             | 48 868  | 8,5 %   | 56 592  | 9,7 %   |
| Židé               | 48 564  | 8,5 %   | 45 620  | 7,8 %   |
| Němci              | 10 739  | 1,9 %   | 12 711  | 2,2 %   |
| Bulhaři            | 6 026   | 1,1 %   |         |         |
| Poláci             | 4 853   | 0,8 %   |         |         |
| Romové             | 918     | 0,2 %   |         |         |
| Ostatní            | 2 300   | 0,4 %   | 13 526  | 2,4 %   |
| Celkem             | 572 339 | 572 339 | 582 138 | 582 138 |